# Palicourea nana
Palicourea nana är en måreväxtart som beskrevs av Julian Alfred Steyermark. Palicourea nana ingår i släktet Palicourea och familjen måreväxter. Inga underarter finns listade i Catalogue of Life.